# Sarma
No budismo tibetano, as escolas Sarma (nova tradução) incluem três das quatro principais escolas. São elas:
- Kagyu
- Sakya
- Kadampa/Gelug

A escola Nyingma é a única escola "Kama," ou da "antiga teradução".